# Celleporina serrirostrata
Celleporina serrirostrata är en mossdjursart som beskrevs av Liu 200. Celleporina serrirostrata ingår i släktet Celleporina och familjen Celleporidae. Inga underarter finns listade i Catalogue of Life.